# 1965 van de Kamp
van de Kamp (asteroide 1965) é um asteroide da cintura principal, a 2,2909124 UA. Possui uma excentricidade de 0,1079241 e um período orbital de 1 503,17 dias (4,12 anos).
van de Kamp tem uma velocidade orbital média de 18,58614916 km/s e uma inclinação de 2,22233º.
Esse asteroide foi descoberto em 24 de Setembro de 1960 por Cornelis van Houten, Ingrid van Houten-Groeneveld.
Homenagem ao astrônomo Peter van de Kamp.